# Bank Spółdzielczy w Słomnikach
Bank Spółdzielczy w Słomnikach – bank spółdzielczy z siedzibą w Słomnikach, powiecie krakowskim, województwie małopolskim, w Polsce. Bank zrzeszony jest w Grupie Banku Polskiej Spółdzielczości S.A..

## Władze
W skład zarządu banku wchodzą:
- prezes zarządu
- wiceprezes ds. handlowych
- wiceprezes ds. finansowo-księgowych

Czynności nadzoru banku sprawuje 9-osobowa rada nadzorcza.

## Placówki
- centrala w Słomnikach, ul. Żeromskiego 1A
- oddziały:
  - Iwanowice Włościańskie
  - Radziemice
- punkty obsługi klienta:
  - Łętkowice
  - Słomniki (urząd miasta)